# Pierre Rode
Jacques Pierre Joseph Rode (16. února 1774 – 25. listopadu 1830) byl francouzský houslista a hudební skladatel.

## Život
Z rodné Akvitánie putoval ve třinácti letech do Paříže, kde se stal záhy oblíbeným žákem proslulého houslisty té doby, Giovanni Viottiho. Považoval chlapce za tak nadaného, že ho učil zdarma. Rode zdědil styl svého učitele a k němu přidal větší jemnost a vřelost tónu. V roce 1790 poprvé veřejně vystoupil s Viottiho houslovým koncertem č. 13. S dalšími francouzskými houslisty Pierre Baillotem a Rodolphe Kreutzerem spolupracoval na zpracování oficiální houslové školy pařížské konservatoře, která byla vydána v roce 1802.
Rode se stal oficiálním houslistou Napoleona Bonaparte a podnikal koncertní turné po Holandsku, Německu, Anglii a Španělsku. Krátce byl sólovým houslistou pařížské Opery. V letech 1804–1809 zakotvil spolu se skladatelem François-Adrienem Boieldieu v Petrohradě a i později často navštěvoval Moskvu. Koncem roku 1812 uvedl ve Vídni v premiéře Houslovou sonátu op. 96 Ludwiga van Beethovena. Roky 1814–1821 prožil v Berlíně, kde se oženil a také se spřátelil s rodinou Felixe Mendehlsohna.
Po návratu do Paříže již nedosáhl žádného významného úspěchu. To bylo patrně způsobeno infekčním onemocněním lymfatického systému, které postihlo zejména jeho pravou paži.

## Dílo
- Šest duet pro dvoje housle, op. 1
- Houslový koncert č. 1 c-moll, op. 3
- Houslový koncert č. 2 E-dur, op. 4
- Houslový koncert č. 3 g-moll, op. 5
- Houslový koncert č. 4 A-dur, op. 6
- Houslový koncert č. 5 D-dur, op. 7
- Houslový koncert č. 6 B-dur, op. 8
- Houslový koncert č. 7 a-moll, op. 9
- Air Varié pro housle sólo a smyčcový kvartet, op. 10
- Smyčcový kvartet č. 1 Es-dur, op. 11
- Houslový koncert č. 8 e-moll, op. 13
- Andante varié, op. 16
- Houslový koncert č. 9 C-dur, op. 17
- Smyčcový kvartet č. 4 G-dur, op. 18
- Houslový koncert č. 10 b-moll, op. 19
- Houslový koncert č. 11 D-dur, op. 23
- Houslový koncert č. 12 Edur, op. 27
- Houslový koncert č. 13 fis-moll / A-dur, op. posth.

Bez opusových čísel
- 24 Caprices pro housle
- 12 Etudes pro housle
- Exercises pour le Violon
- Thème Varié No. 4